# Mojtaba Khamenei
Mojtaba Khamenei, né en 1969, est un religieux iranien, fils de Ali Khamenei, le Guide de la révolution iranien. Il est pressenti pour succéder à son père qui le consulte abondamment.
Il prend la direction de la milice Basij pour mener la lutte contre les protestations postélectorales iraniennes de 2009, apportant son soutien au président Mahmoud Ahmadinejad.

## Biographie
Mojtaba est né à Mashhad en 1969 et est le deuxième fils d'Ali Khamenei, l'actuel chef suprême de l'Iran et à l'époque militant islamique anti-Shah, et le petit fils du Grand Ayatollah Javad Khamenei. Après avoir obtenu son diplôme d'études secondaires, il a étudié la théologie. Ses premiers professeurs comprenaient son propre père et l'ayatollah Mahmoud Hashemi Shahroudi. En 1999, il poursuit ses études à Qom pour devenir religieux. Mohammad-Taqi Mesbah-Yazdi , l'ayatollah Lotfollah Safi Golpaygani et Mohammad Bagher Kharazi y furent ses professeurs.

### Vie privée
Mojtaba Khamenei a épousé Zahra Haddad-Adel en 2004. Leur premier enfant, un fils nommé Mohammad Bagher, est né en 2007. Le deuxième enfant du couple, une fille nommée Fatemeh Sadaat, est née en 2013. Un deuxième fils, Mohammad Amin, est né en 2017.

## Activités et influence
Mojtaba enseigne la théologie au séminaire de Qom. Il était affilié au président iranien principliste Mahmoud Ahmadinejad et a soutenu Ahmadinejad lors des élections présidentielles de 2005 et 2009.